# 제일교통 (경남)
제일교통(第一交通)은 경상남도 창원시 마산합포구 현동로 252 (덕동동)에 위치한 창원시의 시내버스 운수업체이다.

## 차고지
- 경상남도 창원시 마산합포구 해운동 (본사:전노선 시종착)

## 연혁
- 1979년 7월 1일 : 회사 설립

## 운행 노선

### 간선버스
- ● 100번 : 월영아파트 ~ 대방동종점
- ● 108번 : 불모산종점 ~ 가포고등학교
- ● 113번 : 평성종점 ~ 대방동종점
- ● 164번 : 경남대학교 ~ 행암입구

### 지선버스
- ● 24번 : 덕동공영차고지 ~ 북면종점
- ● 50번 : 월영아파트 ~ 안계종점
- ● 61번 : 마산역 ~ 저도비치로드, 조밭골
- ● 64번 : 마산역 ~ 진동환승센터
- ● 76번 : 마산역 ~ 둔덕종점
- ● 256번 : 가포고등학교 ~ 평성종점
- ● 262번 : 덕동공영차고지 ~ 소계종점
- ● 264번 : 덕동공영차고지 ~ 가포주공1단지

### 직행좌석버스
- ● 720번 : 덕동공영차고지 ~ 대방동종점
- ● 3002번 : 마산대학 ~ 진해신항
- ● 3005번 : 수정종점 ~ 창원대학교

## 운행 차량
자일대우버스
- 자일대우 BS106 뉴 로얄시티

현대자동차
- 현대 그린시티
- 현대 뉴 슈퍼 에어로시티
- 현대 저상 뉴 슈퍼 에어로시티
- 현대 유니버스 스페이스 엘레강스

포톤 자동차
- 포톤 그린어스 EV

킹롱
- 킹롱 시티라이트

비야디 자동차
- BYD eBus-12

## 갤러리

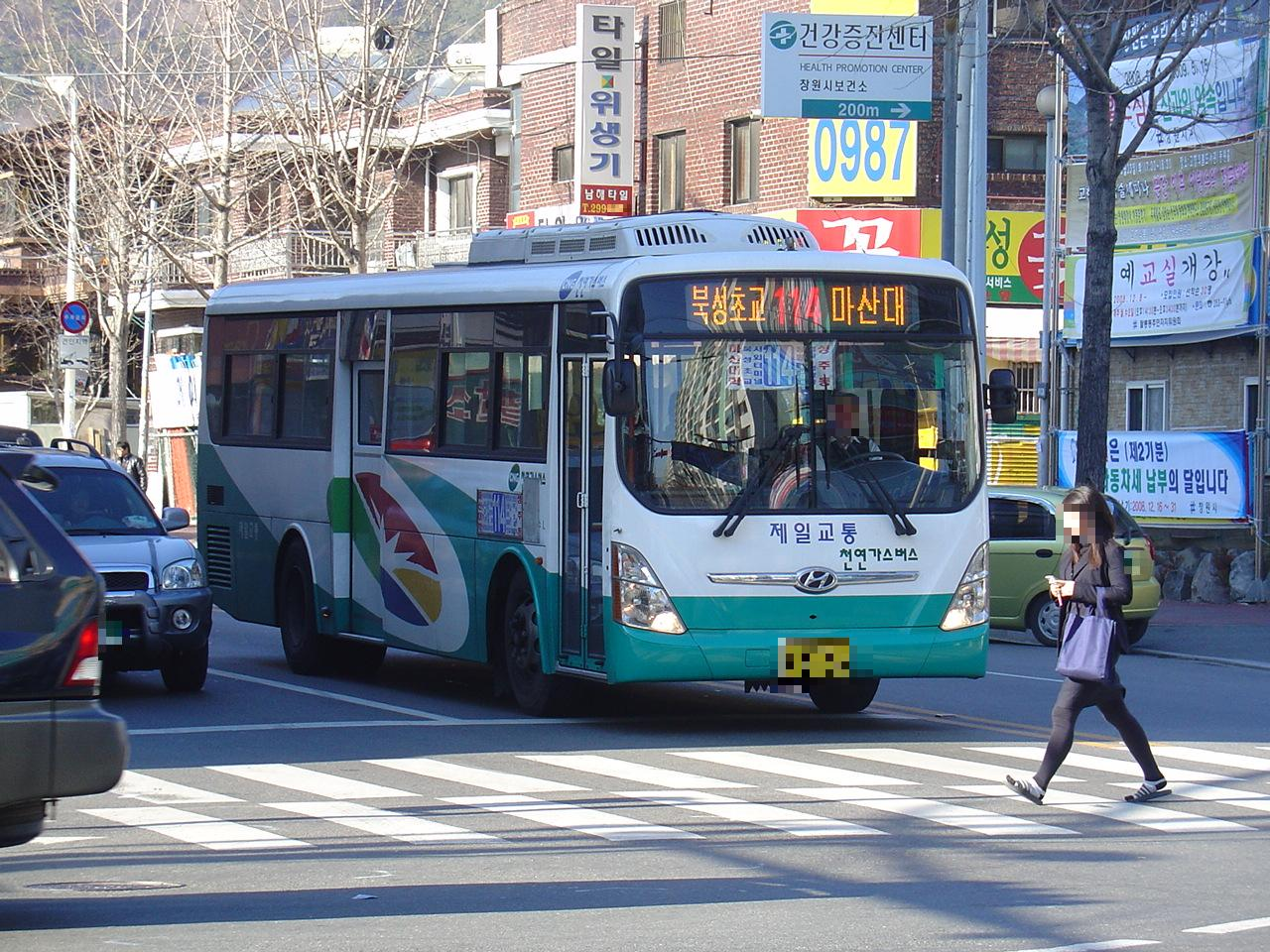
창원시내버스 114번